# Accenture
Accenture – przedsiębiorstwo zajmujące się doradztwem biznesowym, dostarczające usługi w obszarach strategy & consulting (doradztwo biznesowe i strategiczne), interactive (strategie medialne i marketingowe), technology (doradztwo technologiczne, chmurowe i cyberbezpieczeństwo) i operations (transformacje istniejących modeli biznesowych). Spółka ma siedzibę w Irlandii.

## Historia
Accenture powstało w 1953 pod nazwą Andersen Consulting, jako departament przedsiębiorstwa doradczego Arthur Andersen, na potrzeby zlecenia od GE, które to dotyczyło stworzenia studium wykonalności na temat wykorzystywania komputerów do automatyzacji. W 1989 przedsiębiorstwo wydzieliło się z Arthur Andersen & Co. na podstawie umowy, na mocy której 15% dochodów przekazywano Arthur Andersen. W 1998 roku rozpoczął się proces sądowy o uwolnienie się od umowy z AA. W wyniku werdyktu Międzynarodowej Izby Handlowej w 2001, uwolniono Andersen Consulting od wszelkich zobowiązań wobec Arthura Andersena, zapłacono 1,2 mld $ odszkodowania oraz 1 stycznia 2001 zmieniono nazwę na Accenture.
19 lipca 2001 stało się spółką giełdową notowaną na nowojorskiej New York Stock Exchange (NYSE).
Accenture realizuje projekty z ponad 40 branż, zgrupowanych w 5 obszarach: komunikacja, media i technologia, usługi finansowe, zdrowie i usługi publiczne, produkty i zasoby naturalne. Około 28 mld $ (65%) całkowitych przychodów globalnych w 2019, przy około 20% wzroście stanowią usługi cyfrowe, chmurowe i bezpieczeństwa.
Accenture na świecie zatrudnia ponad 710 000 pracowników w ponad 120 krajach.

## Accenture w Polsce

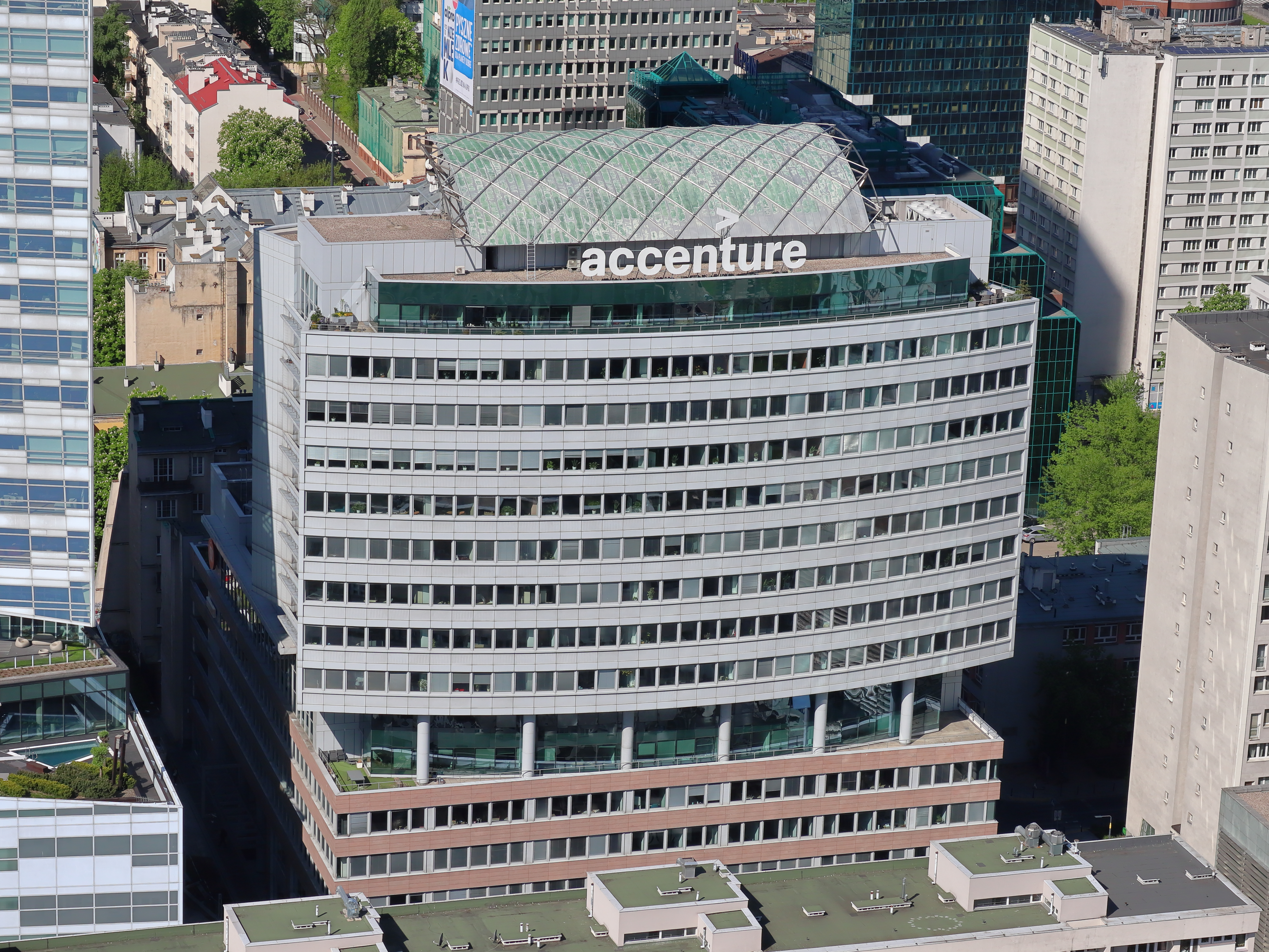
Siedziba Accenture Sp. z o.o. w Warszawie (2022)

W Polsce Accenture jest obecne od 1990. Zatrudnia 8600 pracowników w 8 biurach w 5 miastach Polski. Prezesem zarządu Accenture w Polsce jest Agnieszka Kubera.

## Wyniki finansowe
Wyniki finansowe z ostatnich lat zostały przedstawione w poniższej tabeli:
| Rok  | Przychód (miliardy USD) | Zysk netto (miliardy USD) | Aktywa ogółem (miliardy USD) | Pracownicy |
| ---- | ----------------------- | ------------------------- | ---------------------------- | ---------- |
| 2013 | 30.394                  | 3.282                     | 16.867                       | 275,000    |
| 2014 | 31.875                  | 2.941                     | 17.930                       | 305,000    |
| 2015 | 32.914                  | 3.054                     | 18.203                       | 358,000    |
| 2016 | 34.798                  | 4.112                     | 20.609                       | 384,000    |
| 2017 | 36.765                  | 3.445                     | 22.690                       | 425,000    |
| 2018 | 41.603                  | 4.060                     | 24.449                       | 459,000    |
| 2019 | 43.215                  | 4.779                     | 29.789                       | 505,000    |
| 2020 | 44.327                  | 5.107                     | 37.078                       | 506,000    |
| 2021 | 50.533                  | 5.906                     | 43.175                       | 624,000    |
| 2022 | 61.594                  | 6.989                     | 47.263                       | 721,000    |
| 2023 | 64.111                  | 7.003                     | 51.245                       | 733,000    |
| 2024 | 64.896                  | 7.419                     | 55.932                       | 774,000    |

## Nagrody i wyróżnienia
Accenture regularnie zdobywa nagrody w konkursach i rankingach.
- Top Employer Poland & Top Employer Europe (2016-2024) [7]
- Ethisphere: World's Most Ethical Companies (2008-2025) [8]
- Fortune 100 Best Companies to Work For (2009-2025) [9]
- Fortune: World's Most Admired Companies - IT Services (2002-2025) [10]
- CDP Climate A List (2015-2023) [11]
- ABSL Diamonds Award (2015-2025) [12]
- Interbrand Best Global Brands (2002-2023) [13]
- America On Tech - Company of the Year (2024) [14]
- Oracle Partner Awards (2016-2024) [15]
- SAP Pinnacle Award Winner (2018-2020, 2022-2025) [16]
- FTSE Diversity & Inclusion Index – Numer 1 globalnie (2018, 2020, 2021, 2023, 2024) [17]
- Numer 1 w Brand Finance IT Services (2017-2023) [18]
- Numer 1 w Top 50 Companies for Diversity by DiversityInc.(2022) [19]
- Numer 170 na liście Forbes Global 2000 (2024) [20]
- Numer 212 na liście Fortune Global 500 (2024)[21]